# Zora Brziaková
Zora Brziaková (* 14. března 1964 Košice) je bývalá československá hráčka basketbalu. Je vysoká 186 cm. Je zařazena na čestné listině mistrů sportu.

## Sportovní kariéra
Patřila mezi opory basketbalového reprezentačního družstva Československa, za které v letech 1982 až 1991 hrála celkem 251 utkání a má významný podíl na dosažených sportovních výsledcích. Zúčastnila se dvakrát kvalifikace na Olympijské hry 1984 (Havana, Kuba) - 8. místo a 1988 (Kuala Lumpur, Malajsie) - 5. místo, Olympijské her 1988 (Soul, Jižní Korea) - 8. místo, Mistrovství světa 1990 Kuala Lumpur, Malajsie - 4. místo, a pěti Mistrovství Evropy 1983, 1985, 1987, 1989, 1991, na nichž získala jednu stříbrnou medaili za druhé místo v roce 1989. S družstvem Československa na Mistrovství Evropy kadetek v roce 1980 skončila na 5. místě, na dvou Mistrovství Evropy juniorek v roce 1981 skončila na 5. místě a v roce za první místo získala titul mistra Evropy. Hrála za družstvo žen Výběru Evropy v roce 1985 dvě utkání v Itálii (Vicenza) proti Primigi Vicenza (81:67) a v Bulharsku (Plovdiv) reprezentaci žen Bulharska (97:82) .
V československé basketbalové lize žen hrála celkem 11 sezón (1979-1990), z toho 4 sezóny (1979-1983) za družstvo Lokomotiva Košice, s nímž získala v ligové soutěži jedno třetí místo (1982). čtvrté místo (1983) a dvě sedmá místa (1980, 1981) a poté 7 sezón (1993-1990) za družstvo Sparta Praha, s nímž získala v ligové soutěži dva tituly mistra Československa (1985-1987), jedno druhé místo (1984), třikrát třetí místo (1985, 1987-1989) a jedno 5. místo (1990). V sezónách 1982/83 až 1985/86 byla čtyřikrát vybrána do All-Stars - nejlepší pětice hráček československé ligy. Je na 26. místě v dlouhodobé tabulce střelkyň československé ligy žen za období 1963-1993 s počtem 2936 bodů. S klubem se zúčastnila 2 ročníků Poháru mistrů evropských zemí v basketbalu žen (PMEZ), ve kterém v roce 1988 byla na 5. místě ve finálové skupině a 1x hrála ve čtvrtfinálové skupině (1987). Dále v Poháru vítězů pohárů, Ronchetti Cup družstvo hrálo 4 ročníky (1983-1990) a to 4x ve čtvrtfinálové skupině s umístěním 1x na 2. místě (1984), 2x na 3. místě (1986, 1989) a 1x na 4. místě (1990).  

## Sportovní statistiky

### Kluby
- 1979–1983 Lokomotiva Košice, celkem 4 sezóny a 1 medailové umístění: 1× 3. místo (1982), 4. místo (1983), 2× 7. místo (1980, 1981)
- 1983–1990 Sparta Praha, celkem 7 sezón a 6 medailových umístění: 2× mistryně Československa (1985–1987), 1× vicemistryně Československa (1984), 3× 3. místo (1985, 1987–1989), 1× 5. místo (1990)
- 1982–1986: nejlepší pětka hráček ligy – zařazena 4×: 1982/83 až 1985/86
- 1991 RC Strasbourg, Francie

### Evropské poháry
(je uveden počet zápasů (vítězství – porážky) a celkový výsledek v soutěži)
- S klubem Sparta Praha
- Pohár mistrů evropských zemí v basketbalu žen (PMEZ)
  - 1988 – 12 (5–7), ve finálové skupině na 5. místě
  - 1× účast ve čtvrtfinálové skupině na 3. místě: 1987 (8 4–4)
  - Celkem 2 ročníky poháru, 5. místo ve finálové skupině (1988), 1× účast ve čtvrtfinálové skupině
- Pohár vítězů pohárů - Ronchetti Cup – celkem 4 ročníky poháru, 4× účast ve čtvrtfinálové skupině: 2. místo 1984 (6 3–3), 2× 3. místo 1986 (4 0–4), 1989 (8 4–4), 4. místo 1990 (8 1–7)

### Československo
- Kvalifikace na Olympijské hry 1984 Havana, Kuba (92 bodů /10 zápasů) 8. místo a 1988 Kuala Lumpur, Malajsie (86 /11) 5. místo
- Olympijské hry 1988 (21 /5) 8. místo
- Mistrovství světa: 1990 Kuala Lumpur, Malajsie (3 /1) 4. místo
- Mistrovství Evropy: 1983 Budapešť, Maďarsko (54 /7) 6. místo, 1985 Treviso, Itálie (37 /7) 4. místo, 1987 Cadiz Španělsko (33 /6) 4. místo, 1989 Varna, Bulharsko (26 /5) 2. místo, 1991 Tel Aviv, Izrael (4 /3) 3. místo, celkem na 5 ME 154 bodů a 28 zápasů
- 1982-1991 celkem 251 mezistátních zápasů, na OH, MS a ME celkem 356 bodů v 55 zápasech, na MS 1× 4. místo, na ME 1× 2., 2× 4., 1× 5 a 1× 6. místo
- 1976 Mistrovství Evropy kadetek: Pécs, Maďarsko (64 /8), 5. místo
- Mistrovství Evropy juniorek: 1981 Kecskeméth Maďarsko (50 /7) 5. místo, 1983 Pescara, Itálie (94 /7, nejlepší střelkyně) 1. místo a titul mistryně Evropy 1983

### Výběr Evropy žen
- Za družstvo žen Výběru Evropy v roce 1985 dvě utkání a to v Itálii (Vicenza) proti Primigi Vicenza (81:67) a v Bulharsku (Plovdiv) reprezentaci žen Bulharska (97:82) .